# Red Hand Defenders
Il Red Hand Defenders (RHD) è un gruppo paramilitare di lealisti e Fondamentalisti Protestanti attivo in Irlanda del Nord. Fu composto nel 1998 ed è formato largamente di protestanti da parte di gruppi estremisti lealisti osservanti del cessate il fuoco. Esso è composto dai membri dell'Ulster Defence Association (in larga parte da quelli che una volta facevano parte del 2º Battaglione, Compagnia C) e dalla Loyalist Volunteer Force, la maggior parte dei quali fanno parte dell'organizzazione di questi ultimi. 
La RHD saltò alla ribalta per la prima volta per avere rivendicato l'attentato dinamitardo del 7 settembre 1998 che uccise Frankie O'Reilly, un ufficiale della Royal Ulster Constabulary (RUC). (Questo attacco fu parte del conflitto Drumcree oltre alle sfilate Ordine di Orange a Portadown.) Il gruppo rivendicò la responsabilità nell'assassinio di Brian Service (35), un civile cattolico, il 2 novembre 1998. La RHD rivendicò inoltre l'uccisione di Rosemary Nelson, un avvocato cattolico, avvenuto a Lurgan il 15 marzo 1999. 
In aggiunta agli assassini la RHD rivendicò numerosi attacchi dinamitardi a famiglie cattoliche in tutta l'Irlanda del Nord. Nonostante le richieste da parte dell'Ulster Defence Association (UDA) e della Loyalist Volunteer Force (LVF) per annunciare lo scioglimento, RHD continuò a far minacce e rivendicazioni di responsabilità. Agli inizi del 2003, la RHD rivendicò l'uccisione dei membri della UDA come risultato di quello che viene descritto come guerra interna lealista. 

## Fonti
- LVF link to Red Hand terrorists  BBC News, March 16, 1999.
- Vengeance of dead King Rat The Observer
- Red Hand Defenders BBC News
- Red Hand Defenders (RHD) Naval Postgraduate School (US)
- BBC - History - NI: The Troubles - Fact Files BBC News
- Ceasefire endangered by journalist's murder Telegraph (UK). 1 Oct 2001.
- United Kingdom: Escalating sectarian violence must be addressed ...  [collegamento interrotto] Amnesty International
- Terrorists Noraid.com